# J.B. Hunt

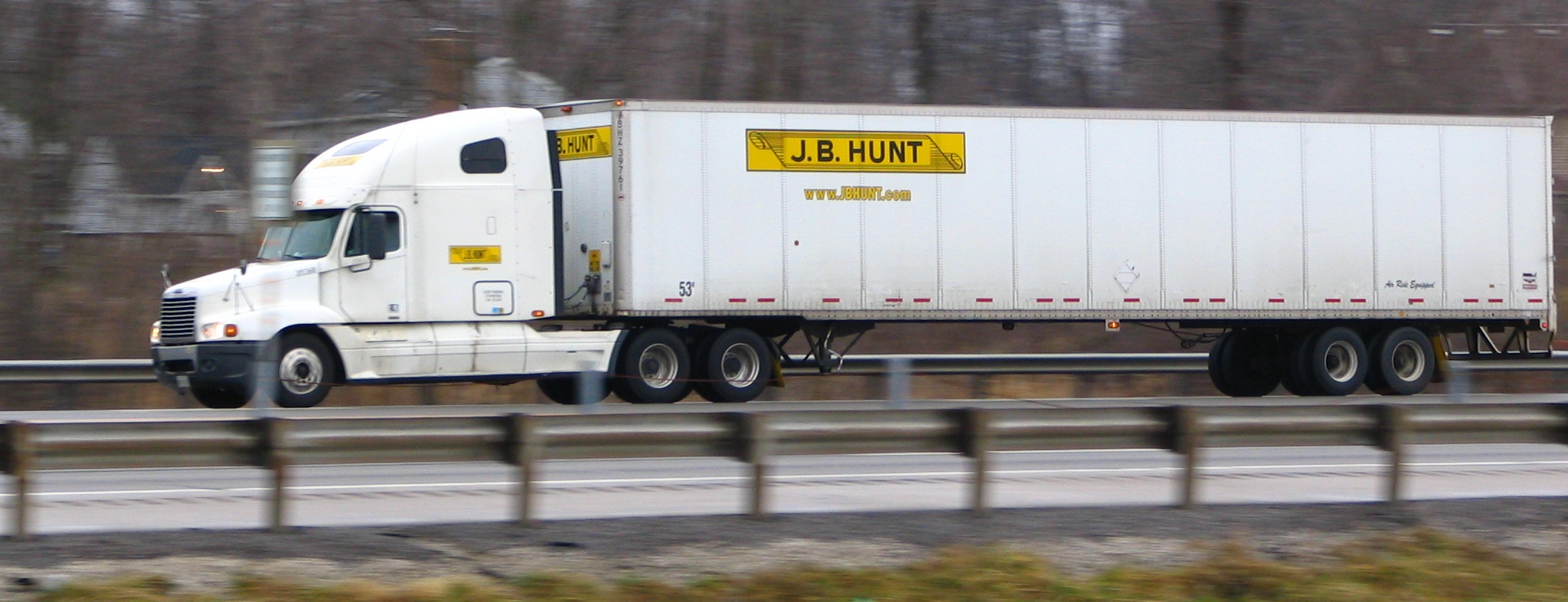
J.B. Hunt-lastbil i Hudson, Ohio.

J.B. Hunt Transport Services, Inc. är ett transportföretag grundat av Johnnie Bryan Hunt och med huvudkontor i Lowell, Arkansas, USA. J.B. Hunt är idag ett av de största inom transportsektorn i USA och har ca 12000 anställda och 16000 lastbilar.